# Leuctra autumnalis
Leuctra autumnalis is een steenvlieg uit de familie naaldsteenvliegen (Leuctridae). De wetenschappelijke naam van de soort is voor het eerst geldig gepubliceerd in 1948 door Aubert.